# Natália Mayara
Natália Mayara Azevedo da Costa (Recife, 3 de abril de 1994) é uma jogadora profissional de tênis em cadeira de rodas brasileira que competiu em eventos de nível internacional. Ganhou duas medalhas de ouro nos Jogos Parapan-Americanos de 2015 e competiu nos Jogos Paraolímpicos duas vezes.
Mayara perdeu as duas pernas ao ser atingida por um ônibus descontrolado que invadiu a calçada. Aos onze anos, começou a jogar tênis e fazer natação e seguiu carreira no tênis em cadeira de rodas depois de participar de um campeonato mundial de jovens como tenista júnior em 2011.